# Batalla de Reinohuelén
La batalla de Reinohuelén (también llamada Reynogüelén) fue un combate librado en el invierno austral dr 1536 entre conquistadores españoles y guerreros mapuches, en la confluencia de los ríos Ñuble e Itata, en Chile. Suele tomársele como el inicio de la Guerra de Arauco.

## Antecedentes
Una vez asentado en la zona que hoy ocupa la actual comuna de Melipilla), Diego de Almagro ordenó en 1536 una expedición con la misión de explorar el sur del territorio «hasta el estrecho de Magallanes«, al mando de Gómez de Alvarado junto con 90 hombres (100 de infantería y 90 a caballo).
A partir de la segunda quincena de junio y primera de julio, la expedición avanzó por el valle central con mucha dificultad debido a que los desbordes de numerosos ríos tenían al territorio inundado casi en su totalidad.

## La batalla
El grupo avanzó sin encontrar mayor resistencia entre los pueblos originarios, hasta que fue interceptado por un contingente numeroso y bien organizado de mapuches en la confluencia del Ñuble con el Itata.
Gómez de Alvarado dispuso sus tropas para el combate. Los indios avanzaron en orden y se desplegaron en línea de batalla en un campo descubierto. La batalla se desarrolló por unas tres horas y estuvo largo tiempo indecisa. Los mapuches mostraron gran coraje y empuje, pero el choque contra hombres a caballo, revestidos de hierro y armados con lanza y sables de acero, los tomó desprevenidos. Se precipitaron al ataque en grandes masas que las armas españolas clareaban. Después de un largo combate, los Mapuches se retiraron, dejando un centenar de prisioneros y un número crecido de muertos.
Desalentado a continuar ante la ferocidad de los mapuches, la pobreza del territorio, y la sublevación indígena que se hallaba amenazando Cuzco... Gómez de Alvarado decidió regresar e informar a Almagro lo ocurrido. Este combate influyó significativamente en la tropa de Almagro, y motivó, en parte, que ese mismo año la expedición completa se retirara del país, hacia Perú.

## Relato de Mariño de Lobera
El Capítulo VI del libro de Pedro Mariño de Lobera relata esta batalla como sigue: 

"...Habiendo el ejército de los españoles hecho asiento en el valle de Chile, descansando allí algunos días, le parecía a don Diego de Almagro buen sitio para vivir en él la gruesa de la gente, enviando alguna que fuese descubriendo la tierra que seguía más adentro. Y para esto puso ojos en el capitán Gómez de Alvarado, persona de quien él tenía gran satisfacción, y ......y dándole cien hombres de a caballo le despachó para esta empresa con intento de que (si fuese posible) entrasen en la famosa tierra de Arauco y Tucapel, que son dos provincias las más nombradas, y su gente la más fogosa y belicosa......de todo el reino ......por seguir a un indio llamado ......natural de Arauco, el cual los ......por las tierras......y habiendo pasado muchos...... y ......y caudaloso, cuyo nombre es Maule, llegaron a un lugar donde se juntan dos ríos, el uno llamado Itata y el otro Ñuble, los cuales también......haber per ......de todas las casas de la ......entrando el rigor del invierno y ......dificultades en el camino ......por lo que......informando ......Y ......parecer de echando por......seguido y a la que tra ......No había andado muchas leguas cuando dieron en una provincia llamada ......no guelen ......de gente ......determinada ......que el riesgo de los españoles entre tal multitud de bárbaros era manifiesto, con todo eso no quiso el capitán desistir de su ve ......ni volver el pie atrás mostrando pusilanimidad, y un discreto razonamiento ......que los bárbaros para ......el exa ......di los es......pues ......de los españoles......cuatro capitanes, y ......y cinco soldados de compañía para arrojarse luego a la batalla. Hecho esto se hincaron de rodillas haciendo oración a la majestad de Dios ......la cruz del estandarte que precedía, y juntamente les encomendó mucho Gómez de Alvarado que obedeciesen puntualmente a sus capitanes, pues ninguna cosa puede causar mayor detrimento en semejantes coyunturas que el desdecir un punto la orden y mandato de los que gobiernan, sin el cual......sería confusión y ......y...... destrui ......campo". 

"Apenas había concluido estas razones, cuando salieron los enemigos con no menos orden que fuerza de gente instruida, sus escuadrones formados con gran suma de flecheros y piqueros y ......géneros de armas, y saliendo a campo raso se pusieron en orden de pelea hacia la parte de una loma donde esta ......muchos en ......para salir ......la suya. De la otra parte estaba ......de los españoles ......puestos ......con ......los estribos, y estando ......partieron a una de ......horas continuas no......de ambos bandos, hasta que se declaró la victoria de parte de los españoles". 
"El número de los indios era excesivo; su esfuerzo y fuerzas, aventajadas; su arrojamiento y ánimo, temerario; pero su experiencia, ninguna en tal modo de pelear. No estaban hechos a entender con gente de a caballo; no cursados en escaramucear en campo raso; no diestros en evadirse y defenderse del golpe de la espada y punta de la lanza; entraban y salían como gente brutal y arrojada, abalanzándose de la misma suerte que si la hubieran con otros bárbaros como ellos. Cuando los pobrecillos ......a sentir su daño, era tan tarde para ......que los muchos cuerpos muertos en que iban ......no les dejaban rodear ligeramente para poder ponerse en salvo. Pero al fin como mejor pudieron se pusieron todos en huida con tal velocidad que, cayendo y levantando, desaparecieron en breve tiempo, arrojándose por veredas donde no pudiesen ser seguidos de los cristianos. Pero los que de veras lo eran sintieron entrañablemente el ver a sus ojos un espectáculo tan desastrado y fúnebre de cuerpos muertos a sus manos, sin casi poder excusarlo, aunque quisieran". 
"Finalmente, quedando el campo por suyo reconocieron que entre tanta multitud de difuntos solos dos eran españoles, saliendo los demás con vida, aunque algunos heridos y maltratados. A este tiempo se postraron todos por tierra a dar gracias al Señor por la merced recibida de su mano, porque los que se la habían pedido de rodillas era justo que después de conseguida la reconociesen humillados adorándole como autor de todo bien. Después desto se recogieron todos a curar los heridos y poner a recaudo a los indios que en la batalla habían preso, los cuales eran más de ciento, en cuya compañía salieron de aquel lugar en prosecución de su camino". 

"Desta manera vinieron a llegar al valle de Chile el mismo día que por otra parte había llegado al mismo lugar el capitán Ruy Díaz con su escuadra, dando al adelantado gran contento con verlos concurrir a un mismo tiempo, mayormente trayendo nuevas tan felices de las cosas de la tierra descubierta como de la inopinada victoria, con lo cual tuvieron todos los cristianos un muy buen día de extraordinario solaz y regocijo, viendo que se había Dios con ellos al modo y estilo que con su pueblo cuando conquistó a los cananeos, amorreos y jebuseos".

## Relato de Góngora Marmolejo
El Capítulo II del libro de Góngora Marmolejo relata esta batalla como sigue: 

"Con esta orden caminó adelante Gómez de Alvarado con orden suya con doscientos hombres, una veces peleando con los indios y otras sirviéndole; llegó hasta el río de Maule cuarenta leguas de donde don Diego de Almagro quedaba, donde supo que lo de adelante era muy poblado de gente y mucho ganado. Por lo ver pasó el río sin peligro en balsas de carrizo, aunque grande y corre impetuoso, y así llegó cinco jornadas a un río grande que se llama Itata, donde hay repartimientos de indios que agora sirven a la ciudad de la Concepción. Allí se juntaron grande número de naturales comarcanos a aquel territorio para pelear con él. Después de haberlos desbaratado, como gente que venía sin orden ni escuadrón, sino tendidos por aquella campaña rasa, que son grandes los llanos que por allí hay, después de haber castigado y muerto muchos indios, informándose de lo de adelante que era de la manera de aquello, viendo ser gente desnuda y que encima de la tierra no había oro ni plata como en el Perú, acordó de volverse a él, y así de conformidad se volvieron todos, no por el camino que habían venido, sino por el despoblado de Copiapó, por respeto de no volver a pasar la Cordillera Nevada, donde tan mal les había sucedido. Aunque con mucho trabajo después de haber pasado el despoblado y llegados a Atacama, puestos en tierra del Perú se fueron a Cuzco, donde en ida y vuelta anduvieron más de mil leguas de camino. Llegado, esparció la nueva de Chile por el Perú, diciendo si no dejara atrás aquella tierra, poblara a Chile; y que después del Perú era reino principal. Esta nueva levantó a muchos el deseo venir a Chile, viéndose en el Perú sin remedio".